# Chiesa di San Giovanni Battista (Pula)
La chiesa di San Giovanni Battista è un edificio religioso situato a Pula, centro abitato della Sardegna sud-orientale. Consacrata al culto cattolico è sede dell'omonima parrocchia e fa parte dell'arcidiocesi di Cagliari.

La chiesa, ubicata al centro dell'abitato, risale al XIX secolo. Conserva al proprio interno due sarcofaghi in marmo, un presumibilmente proveniente dalla vicina città punica di Nora e l'altro dalla chiesa di San Francesco a Cagliari. Quest'ultimo conterrebbe le spoglie della duchessa di San Pietro Agostina 
Deroma, deceduta nel 1759.